# Малкей, Майкл
Майкл Джозеф Малкей (англ. Michael Joseph Mulkay; род. 10 августа 1936, Лондон) — британский социолог, работавший над социологией науки и научных знаний.

## Биография
В 1965 году окончил Лондонскую школу экономики, в 1966 году — Абердинский университет, затем с 1966 по 1969 год работал преподавателем социологии в Университете Саймона Фрейзера, с 1969 по 1973 год — в Кембриджском университете, был в 1969 году профессором социологии в Йоркском университете. Вышел на пенсию в 2001 году.
В конце 1960-х годов выступил с критикой предложенного Р. К. Мертоном проекта социологии науки, главной её задачей Малкей считал изучение социальных и психологических проблем производства научного знания (влияние конкретных форм реализации научных инноваций на характер научных знания и т. п.). Совместно с Дж. Н. Гилбертом разработал методологию изучения научного дискурса через анализ высказываний учёных и записей их обсуждений научных проблем. С позиций конструктивизма М. Малкей исследовал риторику научных дискуссий, явные и скрытые практики различных субкультур научных коллективов и др.
В поздних работах М. Малкея рассматривались дискуссии вокруг эмбриональных исследований, проводившихся врачами и биологами в Великобритании.

## Избранная библиография

### Книги
- Mulkay, Michael. Functionalism, exchange and theoretical strategy (RLE social theory. — London : Routledge, 2014. — ISBN 9781138782464.
- Mulkay, Michael. The social process of innovation: a study in the sociology of science. — London : Macmillan, 1972. — ISBN 9780333134313.
- Mulkay, Michael. Astronomy transformed: the emergence of radio astronomy in Britain / Michael Mulkay, David O. Edge. — New York : Wiley, 1976. — ISBN 9780471232735.
- Mulkay, Michael. Science and the sociology of knowledge. — London Boston : G. Allen & Unwin, 1979. — ISBN 9780043010945.
  - Наука и социология знания / Пер. с англ. А. Л. Великовича. — М. : Прогресс, 1983. — 253 с. — (Обществ. науки за рубежом).
- Mulkay, Michael. Opening Pandora's box: a sociological analysis of scientists' discourse / Michael Mulkay, G. Nigel Gilbert. — Cambridge Cambridgeshire New York : Cambridge University Press, 1984. — ISBN 9780521274302.
  - Дж. Найджел Гилберт[англ.], Майкл Малкей Открывая ящик Пандоры : Социологический анализ высказываний ученых / Пер. с англ. М. Бланко. Вступ. ст. В. П. Скулачева. Общ. ред. и послесл. [с. 252—268] А. Н. Шамина, Б. Г. Юдина. — М. : Прогресс, 1987. — 267,[2] с. : ил.
- Mulkay, Michael. The word and the world: explorations in the form of sociological analysis. — London Boston : Allen & Unwin, 1985. — ISBN 9780043011973.
- Mulkay, Michael. On humour: its nature and its place in modern society. — Cambridge, UK Oxford, UK New York, NY, USA : Polity Press B. Blackwell, 1988. — ISBN 9780745605432.
- Mulkay, Michael. Sociology of science: a sociological pilgrimage. — Milton Keynes : Open University Press, 1991. — ISBN 9780335094042.
- Mulkay, Michael. The embryo research debate: science and the politics of reproduction. — New York : Cambridge University Press, 1997. — ISBN 9780521576833.